# Villain Squad – Armee der Schurken
Villain Squad – Armee der Schurken (Originaltitel Sinister Squad) ist ein US-amerikanischer Actionfilm aus dem Jahr 2016 von Jeremy M. Inman, der auch das Drehbuch schrieb und für den Filmschnitt verantwortlich war.

## Handlung
Eine Gruppierung namens Botschafter des Todes entsteigt durch den zerbrochenen Zauberspiegel der Hölle, um den Menschen auf der Erde Tod und Verderben zu bringen. Die Dämonen streben die Weltherrschaft an und dabei zeigt sich schnell, dass die Menschen die Angriffe dieser Dämonen nicht abwehren können. Daher wird beschlossen, selbst ein Team aus grausamen aber mächtigen Märchenwesen zusammenzustellen, die sich den Dämonen stellen sollen. Alice aus dem Wunderland und Goldlöckchen werden dazu beauftragt, dieses Villain Squad (im Original Sinister Squad) ins Leben zu rufen.
Die beiden Frauen beginnen gleich damit, die gefürchteten und zwielichtigen Superbösewichte wie den großen bösen Wolf, Rumpelstilzchen und Blaubart um sich zu scharen. Sie erfahren, dass der Kult aus der Hölle versucht, dem Tod eine menschliche Gestalt zu geben. Dieses muss um jeden Preis verhindert werden.

## Hintergrund
Der Film ist ein Mockbuster zu Suicide Squad aus demselben Jahr und erschien am 5. Juli 2016, knapp einen Monat vor Suicide Squad, in den USA. Am 25. August 2016 startete Villain Squad im deutschen Videoverleih.
Das Filmbudget lag bei 800.000 US-Dollar. Die Dreharbeiten fanden in Los Angeles statt. Christina Licciardi schlüpft hier nach Avengers Grimm aus dem Jahr 2015 erneut in die Rolle der Alice. 2018 war sie Avengers Grimm 2 – Time Wars erneut als Alice zu sehen. Die Rolle des Rumpelstilzchen, der in Avengers Grimm von Casper Van Dien gespielt wurde, wird von Johnny Rey Diaz dargestellt.
Im Film werden teilweise Soundeffekte wie in Comics üblich, als spezielles Schriftbild dargestellt.

## Rezeption
„Ein ironisches ‚Mockbuster‘ als wüster und lärmender Fantasy-Mumpitz, der sich selbst nicht ernst nimmt.“

Ronny Kupferschmid für Kultmoviegang bezeichnet den Film als „Low-Low-Low-Produktion“, der an „total zwei verschiedenen Locations und mit diffusem Editing und Effekten“ gedreht wurde. Negativ schlägt ihm außerdem die „unterirdischen Schauspielleistungen“ auf. Er kritisiert außerdem, dass sich der Film zu ernst nimmt und sich nicht als Parodie sieht. Die Charaktere werden als „uninteressant“ bis zu „ja sogar nervtötend“ beurteilt. Lediglich Randall Yarbrough in seiner Rolle des Hatter hebt sich positiv von der Masse ab. Final wird geschrieben, dass der Film „Humorlos, langweilig und billig“ sei und daher „noch schlechter als Suicide Squad“ sei. Es wird einer von fünf möglichen Punkten vergeben.
Im Audience Score, der Zuschauerwertung auf Rotten Tomatoes konnte der Film bei über 50 Stimmen eine Wertung von 17 % erreichen. In der Internet Movie Database hat der Film bei über 800 Stimmenabgaben eine Wertung von 2,2 von 10,0 möglichen Sternen.